# Catherine De Bolle
Catherine De Bolle (Aalst, 17 de febrero de 1970) es una abogada, agente de policía y funcionaria belga. Actualmente es la directora ejecutiva de Europol.

## Biografía
Estudió Derecho en la Universidad de Gante y se recibió de abogada en 1993. Ingresó a la Rijkswacht en 1994 y egresó como oficial en 1997.
Se desempeñó como abogada en la Policía Federal hasta 2001, cuando fue nombrada jefa de policía de Ninove y ascendió a Comisaria Jefe en 2005; grado máximo de la gendarmería belga.
En 2011 ganó el concurso y fue nombrada Jefa de Gendarmería. De Bolle se convirtió en la primera mujer en asumir el cargo, fue condecorada por el Rey y empezó su función en marzo de 2012.
En 2015 se convirtió en la representante europea del comité ejecutor de Interpol, por un mandato de 3 años.
El 1 de mayo de 2018 fue nombrada Directora Ejecutiva de Europol, sucediendo al británico Rob Wainwright y convirtiéndose en la primera belga en dicho cargo.

## Condecoraciones
A lo largo de su vida, ha obtenido los siguientes reconocimientos:
- Miembro del Consejo Europeo de Relaciones Exteriores (ECFR).[4]
- Miembro de los Campeones Internacionales de Género (IGC).[5]
- Komtur de la Orden de la Cruz belga.[6]